# Treets
I Treets sono una marca di dolciumi venduti da Mars nel Regno Unito, Svizzera, Italia, Francia e Germania.

## Storia
Il prodotto originale consisteva in arachidi ricoperte di cioccolato al latte con un guscio esterno di glassa di colore marrone scuro. Sono apparse nel Regno Unito negli anni Sessanta, successivamente commercializzate come Treets arachidi, (vendute in un pacchetto giallo), insieme a Treets Toffee (vendute in un pacchetto blu) e Treets cioccolato (vendute in un pacchetto marrone). Tutti e tre i prodotti hanno in comune lo stesso rivestimento glassato, ma il ripieno delle Chocolate Treet era unicamente con il cioccolato al latte che circondava l'arachide o toffee pellet nelle altre versioni. Tutti e tre sono stati commercializzati con lo slogan utilizzato per la varietà di arachidi originale: "Treets si sciolgono in bocca, non in mano".
Il marchio è stato interrotto da Mars nel 1988. Treets cioccolato erano già stati sostituiti con altri prodotti simili, i Minstrels. Le arachidi Treets sono state accantonate a favore delle colorate M&M's. Treets Toffee furono poi venduti come Relays, prima di essere del tutto abbandonate.
Mars ha reintrodotto il marchio Peanut Treets nel Regno Unito, Francia e Germania nel luglio 2009. Le arachidi M&M's continuano ad essere vendute nel Regno Unito a fianco dei Treets.